# Globulaire buissonnante
Espèce
Classification APG III (2009)
La Globulaire buissonnante ou globulaire alypon (Globularia alypum), du latin globulus, petite boule, et du grec alypon, qui calme la douleur. Elle est parfois appelée Turbith, herbe terrible, petit globe ou encore globulaire purgative, séné de Provence, turbith blanc, tasselgha (en kabyle),.
C'est une plante caractéristique des régions méditerranéennes, où elle forme dans la garrigue d'importants buissons aux fleurs bleues. Elle appartient au genre Globularia et à la famille des Plantaginacées.

## Écologie et habitat
Plante vivace poussant dans les lieux rocailleux et broussailleux secs, de préférence sur calcaire, parfois aussi dans les maquis. On trouve fréquemment des buissons poussant sur de gros rochers isolés ou sur les falaises. Distribution : pratiquement tout le pourtour méditerranéen jusqu'au Tibesti ( Tchad), mais principalement à l'ouest du bassin méditerranéen. En France, elle se rencontre assez fréquemment de la Provence à l' ouest de l' Hérault (Occitanie). Elle a été observée en Ardèche et dans la Drome. On la trouve surtout en garrigue où elle est butinée par des Hyménoptères Apidae.
- Floraison : de novembre à mai
- Pollinisation : entomogame
- Dissémination : épizoochore

## Description

### Morphologie générale et végétative
Arbrisseau très ramifié, d'une hauteur allant de 30 cm à 1 m. Tiges brun-rouge striées. Feuilles persistantes très nombreuses, coriaces, alternes, généralement spatulées et mucronées (terminées par une pointe).

### Morphologie florale
Inflorescence assimilable à un capitule, entourée de bractées brunâtres imbriquées formant une collerette, portée par un court pédoncule naissant à l'aisselle des feuilles supérieures. Nombreuses petites fleurs bleu lilas avec une corolle à deux lèvres : la lèvre supérieure à deux dents est atrophiée, la lèvre inférieure est trilobée. Calice à cinq dents. Quatre étamines. Ovaire supère à une loge.

### Fruit et graines
Le fruit est un akène entouré par le calice persistant.

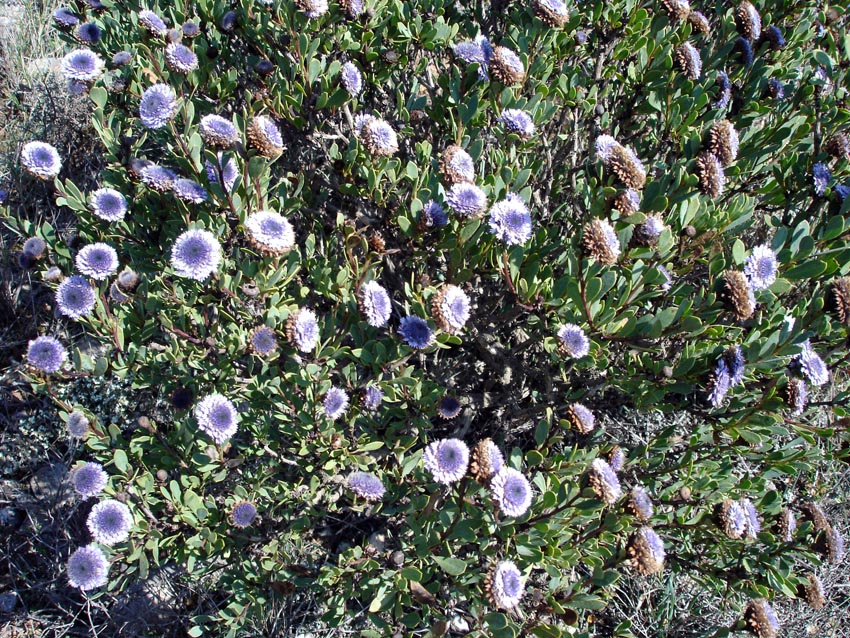
Buisson de Globularia alypum

## Propriétés médicinales
Elle est traditionnellement utilisée en infusion ou décoction des feuilles dans différents cas (digestive, cholagogue, purgative, antirhumatismalecomme d'autres scrofulaires, antidiabétique). Elle est inscrite à la liste A de la pharmacopée française.
Elle contient des polyphénols, des glucosides, des anthocyanes, des flavonoïdes.
Elle peut se révéler toxique à haute dose.